# 7381-es mellékút (Magyarország)
A 7381-es számú mellékút egy alig több, mint három kilométer hosszú, négy számjegyű országos közút Vas vármegye keleti szélén.

## Nyomvonala
A 8-as főútból ágazik ki, annak 110+850 kilométerszelvényénél, Karakó területén. Délnek indul, majd 200 méter után délnyugatnak fordul és kicsivel ezután keresztezi a Marcal folyását. 300 méter után beér a község házai közé, ott a Kossuth Lajos utca nevet veszi fel. Karakó nyugati részében északnyugatnak fordul, 900 méter után kilép a házai közül és keresztezi a 8-as főutat, annak 111+500 kilométerszelvényénél, majd onnan nyugat felé halad tovább.
1,9 kilométer után Jánosháza területére lép, annak belterületét 2,5 kilométer után éri el, ahol a Jókai Mór utca néven húzódik. Majdnem pontosan a 3. kilométerénél keresztezi a 25-ös számú Bajánsenye–Zalaegerszeg–Ukk–Boba-vasútvonalat, majd beletorkollik a 8457-es útba, kevéssel annak 4. kilométere után.
Teljes hossza, az országos közutak térképes nyilvántartását szolgáló kira.gov.hu adatbázisa szerint 3,119 kilométer.

## Története
Nyomvonalának vonalvezetése alapján igen valószínűnek tűnik, hogy korábban, a 8-as főút jánosházai elkerülőjének forgalomba helyezése előtt a főút részét képezte, de egy 1970-es kiadású autóstérkép már mellékútként tüntette fel.